# Proteuxoa congregata
Proteuxoa congregata là một loài bướm đêm trong họ Noctuidae.